# Río Ubaye
El río Ubaye (en occitano Ubaya) es un río de Francia, un afluente del río Durance por la izquierda. Nace en el lago de Longuet, a 2.655 m sobre el nivel del mar, en los Alpes, a los pies del Col du Longuet, en el noreste del departamento de Alpes de Alta Provenza, junto a la frontera con Italia. Desemboca en el Durance en el embalse de Serre-Ponçon, en el límite entre los departamentos de Alpes de Alta Provenza y Altos Alpes. Tiene una longitud de 82,8 km y una cuenca de 946 km².
Salvo en su desembocadura, no tiene embalses en su curso, por lo que su uso para el canotaje está muy extendido. También se practica la pesca deportiva. La principal población de su curso es Barcelonnette.